# Hugo Meisl
Hugo Meisl (Maleschau, Bohèmia, 16 de novembre de 1881 - 17 de febrer de 1937) fou un futbolista, entrenador i àrbitre austríac.
Com a futbolista jugà al Vienna Cricket and Football-Club com a extrem.
Fou àrbitre als Jocs Olímpics de 1912 a Estocolm i fou l'àrbitre del partit Hongria-Anglaterra el 10 de juny de 1908.
La seva tasca més destacada fou la d'entrenador. Als anys vint assumí la banqueta de la selecció d'Àustria. L'equip fou conegut com a wunderteam (equip meravella). Romangué imbatut durant 14 partits entre el 12 d'abril de 1931 until 7 de desembre de 1932 i fou l'entrenador d'Àustria a la Copa del Món de 1934.
Als anys 30 fou secretari general de l'Associació Austríaca de Futbol.